# Natta (zoologia)
Natta Karsch, 1879 è un genere di ragni appartenente alla famiglia Salticidae.

## Distribuzione
Le due specie oggi note di questo genere sono diffuse in varie località dell'Africa, in Madagascar e nello Yemen.

## Tassonomia
Considerato un sinonimo anteriore di Cyllobelus Simon, 1885 a seguito di uno studio di Prószynski del 1985.
A dicembre 2010, si compone di due specie:
- Natta chionogaster (Simon, 1901) — Africa, Madagascar
- Natta horizontalis Karsch, 1879[2] — Africa, São Tomé, Yemen

### Specie trasferite
- Natta flavocinctus (Simon, 1901); trasferita al genere Siler[1].
- Natta immemorata Wesolowska, 1993; trasferita al genere Heliophanus[1].
- Natta semiglaucus (Simon, 1901); trasferita al genere Siler[1].
- Natta severus (Simon, 1901); trasferita al genere Siler[1].

### Nomina dubia
- Natta ciliata (Simon, 1886); un esemplare femminile, rinvenuto in Etiopia e originariamente descritto in Cyllobelus, a seguito di uno studio dell'aracnologa Wesolowska del 1993 è da ritenersi nomen dubium[1]
- Natta lucipeta (Simon, 1886); un esemplare maschile, rinvenuto in Zanzibar e originariamente descritto in Cyllobelus, a seguito di uno studio dell'aracnologa Wesolowska del 1993 è da ritenersi nomen dubium[1]
- Natta splendissima (Caporiacco, 1949); un esemplare femminile, rinvenuto in Kenya e originariamente descritto in Cyllobelus, a seguito di uno studio dell'aracnologa Wesolowska del 1993 è da ritenersi nomen dubium[1]